# Romeu Brigenti
Romeu Brigenti (* 2. Oktober 1916 in Juiz de Fora, Bundesstaat Minas Gerais, Brasilien; † 10. März 2008 in São Cristóvão, Rio de Janeiro) war römisch-katholischer Weihbischof in São Sebastião do Rio de Janeiro.

## Leben
Romeu Brigenti empfing am 8. Dezember 1941 die Priesterweihe. Nach vierjähriger Lehrtätigkeit am Priesterseminar in Rio Comprido ging er in die Seelsorge in São Sebastião de Bento Ribeiro, anschließend in São Cosme e São Damião bei Andaraí, einem Stadtteil von Rio de Janeiro. 1976 wurde er zum Apostolischer Vikar des nördlichen Rio de Janeiro ernannt.
1979 wurde er von Papst Johannes Paul II. zum Titularbischof von Illici ernannt und zum Weihbischof im Erzbistum São Sebastião do Rio de Janeiro bestellt. Die Bischofsweihe spendete ihm am 12. Oktober 1979 der Erzbischof von São Sebastião do Rio de Janeiro, Eugênio Kardinal de Araújo Sales; Mitkonsekratoren waren der Erzbischof von Porto Alegre Alfredo Vicente Kardinal Scherer und der Bischof von Petrópolis Manoel Pedro da Cunha Cintra. Sein Wahlspruch lautete Pro Fratribus Superimpendar.
2001 wurde seinem Rücktrittsgesuch durch Johannes Paul II. stattgegeben.
Er starb im Quinta D’Or Hospital in São Cristóvão im Norden von Rio de Janeiro und wurde in der Krypta der Kathedrale São Sebastião do Rio de Janeiro bestattet.